# Valle del Cauca megye
Valle del Cauca (nevének jelentése: a Cauca (folyó) völgye) Kolumbia egyik megyéje. Az ország nyugati részén terül el, a Csendes-óceán partján. Székhelye az ország egyik legjelentősebb városa, Cali.

## Földrajz
Az ország nyugati részén elterülő megye nyugaton a Csendes-óceánnal, északon Chocó és Risaralda, keleten Quindío és Tolima, délen pedig Cauca megyével határos. Nyugati része partmenti síkság, de középső és keleti vidékein az Andok hegyláncai húzódnak. Legfontosabb folyója a megye névadója, a Cauca, amely a hegyláncok között északi irányba folyik.

## Gazdaság
Legfontosabb termesztett növényei a cukornád és a kukorica, de jelentős még a rizs és a paradicsom is. Bár szőlőből nem túl sok terem, az országos termelésnek mégis a 87%-a innen származik. Az állatok közül a szarvasmarha és a kacsa tenyésztése emelkedik ki. Az ipar árbevételének legnagyobb részét az olaj- a vegy- és a cukoripar adja.

## Népesség
Ahogy egész Kolumbiában, a népesség növekedése Valle del Cauca megyében is gyors, ezt szemlélteti az alábbi táblázat:
| Év             | Lakosság  |
| -------------- | --------- |
| 1985           | 3 027 247 |
| 1993           | 3 333 150 |
| 2005           | 4 161 425 |
| 2012 (becsült) | 4 520 480 |